# Domenico Capranica
Domenico Capranica (Capranica Prenestina, 31 de mayo de 1400 - Roma, 14 de agosto de 1458) fue un eclesiástico italiano.  

## Primeros años

### Origen
Domenico Capranica fue hijo de Niccolò Pantagati, cuya familia, emparentada con los Colonna, cambió su apellido por el de su lugar de residencia (Capranica, en el Lacio), y de Iacobella, de cuyo origen no se tienen noticias. 
Tuvo al menos cinco hermanos: Paolo († 1428), que siendo secretario pontificio, obispo de Evreux y arzobispo de Benevento se ocupó de impulsar su carrera eclesiástica, Angelo († 1478), que fue obispo de Rieti y cardenal, y Antonio († 1438), Giuliano († 1461) y Giovanni Battista († 1478), que fueron laicos. 
Fue precisamente a partir de esta generación cuando la familia, que hasta entonces había pertenecido a la pequeña nobleza romana, comenzaría a tomar protagonismo en la historia política y eclesiástica italianas. 

### Formación
Tras cursar las primeras letras en el hogar familiar y proseguirlas en Roma, a los quince años de edad marchó a la Universidad de Padua, donde junto a su condiscípulo Nicolás de Cusa se inició en el estudio del derecho canónico bajo la tutela de Giuliano Cesarini; dos años después continuó en la de Bolonia bajo la de Giovanni da Imola hasta alcanzar el grado de doctor hacia el año 1422.

## Carrera eclesiástica
Capranica fue favorecido por la relación de su familia con Martín V, que por aquellas fechas paraba en Mantua tras su regreso del Concilio de Constanza, había obtenido varios beneficios eclesiásticos: prebendado sine cura en la diócesis de Marsi, canónigo de la iglesia de S. Gervasio y S. Protasio en Budrio, de la de Costanza (Alemania) y de la colegiata de Gross-Glogau (Silesia) y titular de la iglesia de San Terenziano en Chiusi. 

### En la administración pontificia
En 1423 fue nombrado clérigo de la Cámara Apostólica, actividad con la que entró de lleno en la administración y la política pontificias, y a finales de ese mismo año recibió su primer encargo de importancia: el concilio de Siena, que el propio Martín V había convocado, estaba tomando un rumbo peligroso para los intereses de la Santa Sede por la actitud de los delegados de Alfonso V de Aragón, enfrentado al papa en la cuestión napolitana, y éste consideró que lo mejor era zanjar el asunto con la clausura del concilio. Capranica, junto al general de los dominicos Leonardo Dati, fue el encargado de llevar a cabo la misión, que se completó con éxito en febrero del año siguiente. En reconocimiento a su labor fue nombrado secretario pontificio y administrador de la diócesis de Fermo, en la Marca de Ancona. 
Eran tiempos revueltos en la Italia bajomedieval: los estados italianos estaban casi permanentemente enfrentados entre sí en guerras territoriales, güelfos y gibelinos se disputaban el control político de las ciudades-estado, mercenarios desocupados y bandidos infestaban los caminos, la peste rebrotaba periódicamente, y la escasez y carestía de los productos básicos era una constante.
En 1426 Capranica intervino en las conversaciones para conseguir una efímera paz entre el Ducado de Milán, que bajo el gobierno del duque Filippo Maria Visconti aspiraba a expandirse por el norte italiano, y la República de Venecia, que liderada por el dogo Francesco Foscari cambiaba sus alianzas con los milaneses para salir en defensa de Florencia. 
Por esta misma época fue nombrado Magister scholarum de la catedral de Metz, prepósito de Albi y rector (gobernador) de Forlì, Imola y Cervia, plazas de la Romaña que Visconti se había visto obligado a ceder a los Estados Pontificios, y que ahora se veían amenazadas por sus antiguos señores los Ordelaffi; 
en 1428 comandaba las tropas que asediaban Bolonia, sublevada contra el dominio papal, aunque su dureza en el manejo de la situación motivó su relevo en favor del cardenal Lucido Conti en enero del año siguiente; en 1430 era nombrado legado en Perugia, casi en estado de asedio por obra de los Baglioni que amenazaban con tomarla.

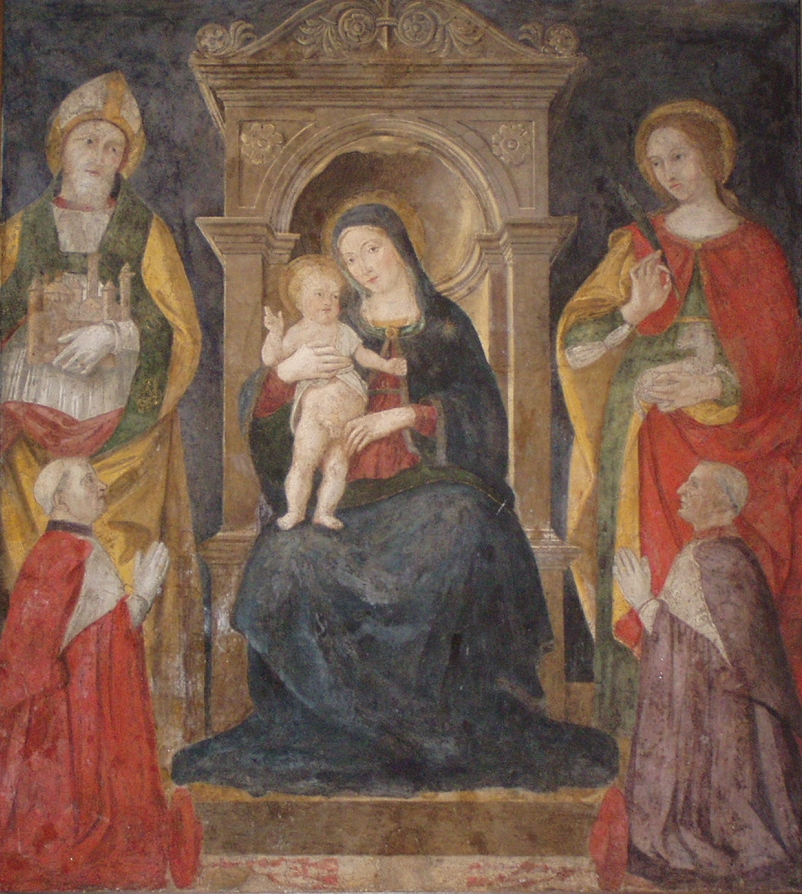
Los hermanos Capranica, arrodillados frente a la madonna de Antoniazzo Romano, en el colegio Capranica de Roma.

### Su frustrado ascenso al cardenalato
Fue a finales de 1430 cuando se hizo pública su elevación al cardenalato con la diaconía de Santa Maria in via Lata, aunque la fecha de su creación no es segura: algunos autores sugieren que fue creado en secreto en 1423 o 1426, pero que su nombramiento no se publicó por no aumentar el número de miembros del Colegio Cardenalicio o por no dar en éste un protagonismo excesivo a los italianos, en una época en la que, recién salidos del Cisma de Occidente, los ánimos en la Iglesia estaban caldeados. En la misma situación se encontraba Domingo Ram.
En febrero de 1431 moría el papa Martín V y Capranica, de regreso en Roma, solicitó desde San Lorenzo fuori delle Mura su admisión en el cónclave que se siguió; el Colegio Cardenalicio, liderado por el papable Giordano Orsini, vetó su presencia argumentando que la ceremonia de su investidura no se había llevado a cabo oficialmente, y le contestó exhortándole a regresar a Perugia con la promesa de que el nuevo papa reconocería su derecho al capelo, con la objeción de los cardenales Correr, Carrillo, Cervantes y Colonna, que intentaron inútilmente que fuese admitido a la elección. Inútiles fueron también las protestas de Capranica, que tras anunciar su intención de apelar ante el Concilio de Basilea, regresó hacia Perugia. 
El cónclave eligió finalmente como papa a Eugenio IV, que mal informado por las intrigas que los partidarios de los Orsini hicieron contra Capranica, publicó la bula In eminenti, en la que disponía que los cardenales creados en consistorios secretos no podrían participar en ningún cónclave hasta haberse verificado la ceremonia oficial. Juntamente con la negativa a sus derechos cardenalicios, fue igualmente relevado de su legación en Perugia y de la diócesis de Fermo, y privado de sus rentas eclesiásticas.

### Apelación al Concilio de Basilea
Temeroso de una represalia personal, Capranica salió de Perugia en un accidentado viaje que le llevó por Montefalco, en el Ducado de Spoleto, Monte Soratte, Rignano, Scarlino, Siena, Piombino, Portovenere, Génova y Milán, donde se unió a los embajadores del duque Filippo Maria Visconti para cruzar los Alpes por San Gotardo hacia Suiza, mientras su residencia en Roma era saqueada y su biblioteca confiscada.
En mayo de 1432 se unió al Concilio de Basilea, que tras estudiar su caso dictaminó la validez de su derecho al capelo; su caso fue un motivo más de fricción entre el concilio y el papa; los conciliares de Basilea llegaron a declarar ilegítimo el pontificado de Eugenio IV, quien exiliado en Florencia por la rebelión que sus enemigos habían llevado a cabo contra él en Roma, se vio obligado a hacer ciertas concesiones, entre ellas la de restituir a Capranica las insignias cardenalicias y las dignidades eclesiásticas. La ceremonia, presidida por el cardenal Niccolò Albergati, se llevó a cabo en agosto de 1434.

### En la curia papal
Durante los años siguientes Capranica sirvió en la corte pontificia. Ocupado en la reforma de las órdenes monásticas en los monasterios de su diócesis, fue protector de las órdenes religiosas alemanas desde la muerte de Lucido Conti, de los franciscanos desde la de Giuliano Cesarini, regresó al concilio de Basilea (trasladado a Ferrara) para encargarse de promover la unión con la iglesia griega, fue nombrado vicario general en la Marca de Ancona y cuando Eugenio IV se alió con su antiguo enemigo Alfonso de Aragón para hacer frente al milanés Francesco Sforza, Capranica comandó  junto a Francesco Piccinino las tropas papales, siendo ambos hechos prisioneros durante un breve periodo en 1437. 
Nuevamente enviado como legado a Perugia, fue Camarlengo del Colegio Cardenalicio en 1438-39 y desde 1444 cardenal presbítero de Santa Cruz de Jerusalén, manteniendo in commendam su antiguo título de Santa Maria in Via Lata.
El cónclave de 1447 que siguió a la muerte de Eugenio IV eligió como su sucesor a Nicolás V, y a éste sirvió Capranica durante todo el tiempo de su pontificado. Nuevamente Camarlengo en 1448-49, y Gran penitenciario desde 1449, fue testigo de los fastos del jubileo de 1450 y de la frustrada conjura de Stefano Porcari contra el papa. 
Tras la caída de Constantinopla en 1453 fue enviado como legado ante la corte del rey de Nápoles Alfonso V de Aragón para promover una nueva cruzada contra los turcos, pero ante los nulos resultados conseguidos, el papa le envió poco después a Génova, donde el dogo Pietro di Campofregoso se mantenía en el poder en lucha contra su primo Ludovico y Giovan Filippo Fieschi y en guerra con Nápoles. Firmada la paz de Lodi entre Venecia y Milán, Capranica partió nuevamente a Nápoles para convencer a Alfonso de unirse a la liga recién creada, esta vez con éxito, para volver a Roma poco antes de la muerte del papa. 

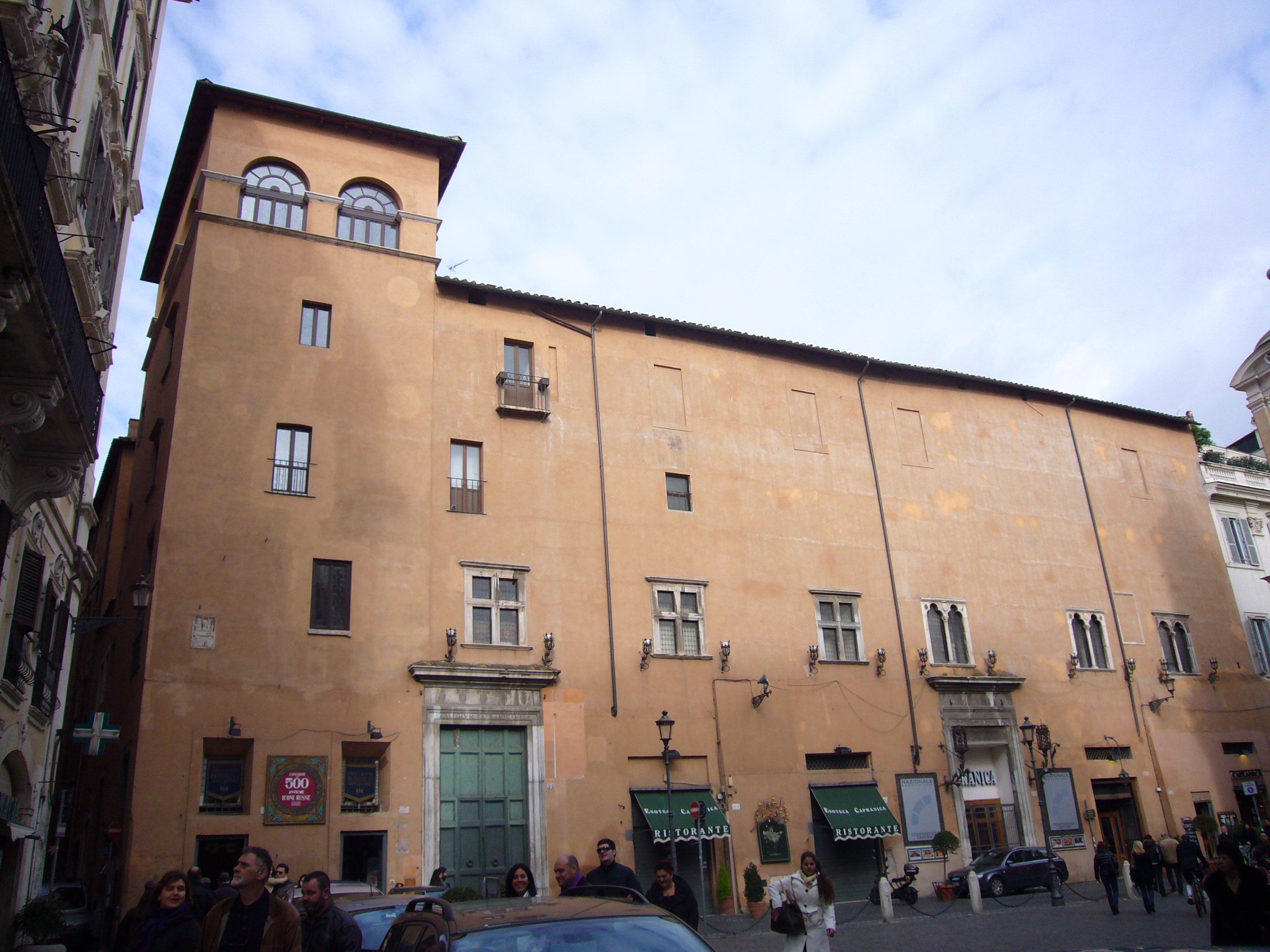
Colegio Capranica en Roma, fundado por Domenico Capranica en 1457, para la formación de jóvenes sacerdotes

Nombrado arcipreste de San Juan de Letrán por Calixto III, no dudó en enfrentarse abiertamente a su nepotismo, siendo el principal opositor al nombramiento de Pedro Luis de Borja como duque de Spoleto. Durante esta época también participó en los preparativos de la inminente guerra que los Estados Pontificios sufrieron de parte de Jacopo Piccicino, que expulsado de Venecia amenazaba los Estados papales con un nutrido grupo de mercenarios; de este tiempo data la fundación del Almo Colegio Capranica.

### Programa de reforma
Bajo el pontificado de Nicolás V y a petición de éste, Capranica redactó un programa de reforma Quedam avisamenta super refortmatione Pape et Romane Curie, en el que resaltaba la falta cometida por la Iglesia a la hora de escoger los candidatos al sacerdocio y de dar beneficios o cargos eclesiásticos a quienes no eran dignos de recibirlos. Se lamentaba de que «a la Iglesia parecía gustarle más trabajar por el canto y la literatura que por la religión y las costumbres». Señalaba como culpable a la Curia romana, por lo cual pedía al papa en su proyecto, de nombrar inspectores que vigilen con especial interés la entrega de beneficios eclesiásticos a personas dignas y luchasen contra la simonía y la corrupción.

## Fallecimiento
Era uno de los posibles candidatos al trono de San Pedro en el cónclave de 1458, pero atacado de una violenta fiebre murió el lunes 14 de agosto a los 58 años de edad tras haber dejado en testamento todos sus bienes a la Iglesia, cinco días antes de que su antiguo secretario Enea Silvio Piccolomini fuera elegido papa. 
Fue sepultado junto a la tumba de Santa Catalina de Siena en la capilla del Rosario de la iglesia de Santa Maria sopra Minerva, donde su hermano Angelo mandó erigir en su honor un monumento obra de Andrea Bregno. 